# Gornja Bela Reka (Zaječar)
Pour les articles homonymes, voir Gornja Bela Reka.
Gornja Bela Reka (en serbe cyrillique : Горња Бела Река) est un village de Serbie situé sur le territoire de la ville de Zaječar, district de Zaječar. Au recensement de 2011, il comptait 121 habitants.

## Démographie
| 1948 | 1953 | 1961 | 1971 | 1981 | 1991 | 2002 | 2011 |
| ---- | ---- | ---- | ---- | ---- | ---- | ---- | ---- |
| 960  | 883  | 760  | 621  | 457  | 345  | 185  | 121  |

|  |